# Winds Devouring Men
Winds Devouring Men è il quarto studio album del gruppo musicale austro-francese Dark ambient Elend. L'album inaugura il Winds Cycle (letteralmente Ciclo di Venti), un ciclo narrativo tratto da un poema simile all'Iliade scritto da Iskandar Hasnawi.

## Tracce
1. The Poisonous Eye - 6:55
2. Worn Out with Dreams - 5:43
3. Charis - 5:58
4. Under War-Broken Trees - 5:36
5. Away from Barren Stars - 7:28
6. Winds Devouring Men - 4:38
7. Vision Is All That Matters - 5:59
8. The Newborn Sailor - 5:45
9. The Plain Masks of Daylight - 5:54
10. A Staggering Moon - 6:10
11. Silent Slumber: A God That Breeds Pestilence - 5:18 *

* - Traccia bonus dell'edizione digipack

## Formazione
- Iskandar Hasnawi: Voce, composizione, vari strumenti, programmazione
- Sébastien Roland: Voce, composizione, vari strumenti, programmazione
- Renaud Tschirner: Voce, composizione, vari strumenti, programmazione

### Altri contributi
- Klaus Amann: tromba, corno, trombone
- David Kempf: violino, violino solista
- Shinji Chihara: violino, viola
- Esteri Rémond: soprano
- Nathalie Barbary: soprano